# Fomalhaut C
Fomalhaut C eller LP 876-10, är en ensam stjärna belägen i den norra delen av stjärnbilden Vattumannen. Den har en skenbar magnitud av ca 12,6 och kräver  ett kraftfullt teleskop för att kunna observeras. Baserat på parallax enligt Gaia Data Release 3 på ca 130,27 mas beräknas den befinna sig på ett avstånd av ca 25 ljusår (ca 7,7 parsec)från solen. Den rör sig bort från solen med en heliocentrisk radialhastighet av ca 6 km/s. Stjärnan ligger ungefär fem grader från Fomalhaut, ungefär halvvägs mellan den och Helixnebulosan. Den är för närvarande 2,5 ljusår (0,77 parsec) från Fomalhaut (A) och 3,2 ljusår (0,987 parsec) från Fomalhaut B. 

## Observation

DSS-bild av Fomalhaut, primärstjärnan i systemet. Denna bild innehåller inte Fomalhaut C.

Stoftskiva kring Fomalhaut C från undersökningen REASONS

Fomalhaut C katalogiserades av Willem Luyten 1979 som en stjärna med hög egenrörelse och senare, i oktober 2013, bestämdes den att vara en del av Fomalhaut-systemet. Stjärnan har en massa på 0,2 solmassa, medan Fomalhaut A har 1,9 och Fomalhaut B är 0,7 solmassa. Hela Fomalhaut-systemet är cirka 440 miljoner år gammalt, vilket är ungefär en tiondel av solsystemets ålder. Fomalhaut C:s omloppsbana kring Fomalhaut A beräknas ta 20 miljoner år att genomföra och utifrån de tre stjärnornas ålder och avståndet på 2,5 ljusår, skulle detta innebära att Fomalhaut C endast har genomfört omloppsbanan 22 gånger kring Fomalhaut A.
I december 2013 upptäcktes en stoftskiva kring stjärnan, som är den andra stoftskivan i systemet, eftersom en första upptäckts kring Fomalhaut A. Stoftskivan upptäcktes med Herschel Space Telescope, och med hjälp av teleskopet har stoftskivans temperatur uppskattats till 24 K. Avståndet från stjärnan ansågs ursprungligen vara runt 10 AE, men eftersom det antas att det främst är små korn, som fångar mer värme, kan det vara längre. Även om den var över 40 AE skulle den redan ha katalogiserats, vilket ger den en radie mellan 10 och 40 AE. Beräkningar har lett till en enskild uppskattning av bredden på 26,4 ± 0,6 AE med en inklination av 44 ± 3°.
Skivan upptäcktes direkt av ALMA 2021 och av JWST 2024.

### Kometer
Förutom stoftskivan finns det även kometer som kretsar kring Fomalhaut C. Stoftskivan som kretsar kring C kallas ibland för ett kometbälte, på grund av vissa mycket elliptiska banor. Skivan runt Fomalhaut A tros också ha många kometer, eftersom den också är elliptisk. Fomalhaut A-bältet tros möjligen bero på ett nära möte med antingen en oupptäckt exoplanet, Fomalhaut B eller Fomalhaut C. Med både A och C med kometbälten är frånvaron av en kring B ett mysterium. Närvaron av kometer gör inte bara bältet mer elliptiskt, det gör det också ljusare vilket medverkat till dess upptäckt.
Det har antagits att Fomalhaut C kan ha gömt exoplaneter inom dess bälte av kometer och asteroider. Det har också antagits att A & C har interagerat vilket kunde ha bildat C:s kometbälte om interaktionen innebar att A gav upp kometer och stoft. Eftersom Fomalhaut B inte har några skivor eller bälten kring sig, kan den ha varit opåverkad av mötet mellan dem.

## Egenskaper
Fomalhaut C är en röd stjärna i huvudserien av spektralklass M4 V. Den har en massa av ca 0,2 solmassa, en radie av ca 0,23 solradie och utsänder energi från dess fotosfär motsvarande ca  0,0046 gånger solen vid en effektiv temperatur av ca 3 100 K.